# Aleksandar Prijović
Aleksandar Prijović (født 21. april 1990 i Sankt Gallen, Schweiz), er en schweizisk/serbisk fodboldspiller (angriber).
Prijović spiller i Grækenland for PAOK Thessaloniki. Han har tidligere spillet i en lang række europæiske lande, og har blandt andet repræsenteret Parma i Italien, Tromsø IL i Norge, Djurgårdens IF i Sverige og polske Legia Warszawa.

## Landshold
Prijović debuterede for Serbiens landshold 11. juni 2017 i en VM-kvalifikationskamp på hjemmebane mod Wales. Året efter scorede han sit første mål for holdet i et opgør mod Georgien. Han var en del af den serbiske trup til VM 2018 i Rusland.